# 靶子山
靶子山也叫垃圾山，是位於中華人民共和國上海市虹口區广中路、广粤路路口附近的一個人工山。它形成于1940年代，當時上海北部地区的工业垃圾在此堆积，於是形成了一座山。1950年代末，上海市区的部分生活垃圾和建筑垃圾再次在此堆积，山的面積擴大至87亩，高约40米。中國人民解放军士兵曾在此练习打靶。1970年代末起，士兵開始不怎麼前往靶子山練習打靶。山的四周开始围起围墙，一般人不准随便上山。1987年，周边开始建设名為涼城新村的住宅小区，其他地方的垃圾不再運往此處堆放，1988年改建为绿地，不過依然不對外開放。後來由於连续下雨，靶子山山体一度松动和塌陷，造成部分围墙倒塌。截至2018年，原本山下的训练场地建成了「搜乐城」。